# 悪魔城ドラキュラ ギャラリー オブ ラビリンス
『悪魔城ドラキュラ ギャラリー オブ ラビリンス』（あくまじょうドラキュラ ギャラリー オブ ラビリンス、英題: Castlevania: Portrait of Ruin）は、コナミデジタルエンタテインメント（販売ブランド名としては従来のKONAMIを使用）から2006年11月16日に発売されたニンテンドーDS用ソフトのアクションRPG。悪魔城ドラキュラシリーズのニンテンドーDSでの2作目。ストーリーとしては『バンパイアキラー』の続編。
本作は、「ファミ通」のクロスレビューにて、7・8・8・8の31点でシルバー殿堂入りした。また、アメリカの大手ゲーム情報サイト｢IGN.com｣の「The Best of 2006」にて、DS部門の「Best Original Score」（オリジナル楽曲賞）を受賞した。
2024年8月28日には『Castlevania Dominus Collection』の収録タイトルの内の一つとして配信開始された。2025年9月18日にはパッケージ版が発売予定。

## システム
基本システムは『悪魔城ドラキュラX 月下の夜想曲』と同じ2D横スクロールの探索型アクションRPG。城内にある謎の絵画から様々な絵の中の世界へ入り込む。本作の特徴として、ジョナサンとシャーロットという特徴の違う2人の主人公キャラを切り替えて操作できるパートナーシステムが挙げられる。2人を同時に登場させて仕掛けを突破したり、一時的に呼び出して攻撃の補助等を行なうことができる。同時に登場させている場合、パートナーキャラは自動的に動作するが、静止指示も出せるし画面にタッチして動かすことも可能。ジョナサンはサブウェポン、シャーロットは魔法とそれぞれ異なるスキルを持っており、デュアルクラッシュという強力な2人の協力技もある。基本攻撃はジョナサンは鞭など全6種類の武器系統を装備できるが、シャーロットは本1種類のみ。
新要素の「クエスト」では、ウィンドの課す様々な内容の試練を受けてそれを達成することにより、報酬としてアイテムや能力上昇などをウィンドから得ることができる。
DSワイヤレス通信、Wi-Fiコネクションに対応しており、「CO-OP MODE」のステージ協力プレイならびに「SHOP MODE」のアイテム取引を行うことができる。

### 隠し要素・クリア後の追加要素
音声言語の変更
音声は日本語だが、タイトル画面でLボタンを押しながら項目を選択すると英語音声に切り替わる（欧米版では逆に英語から日本語に切り替わる）。
リヒターモード
ムチのきおくを倒して、ヴァンパイアキラーの力を解放させてクリアする事で解放される別キャラクターモードで、リヒターとマリアの『悪魔城ドラキュラX 血の輪廻』コンビでプレイできる。基本性能は、マリアは『血の輪廻』版と大差ないが、リヒターは『月下の夜想曲』のリヒターモード版に近い高性能。アイテムクラッシュは使えない。
シスターモード
ステラとロレッタの姉妹でプレイできる別キャラクターモード。2人とも移動は空中を浮遊できるが浮遊中はMPを消費する。攻撃は画面にタッチして行い(ABYXボタンでは移動できないので、左利きの人は少々やり辛い)、ステラは画面をスライドした部分に斬撃を行い、ロレッタは自分がいる場所からタッチした部分の方向に魔力弾を断続的に打ち込む。他2つのおまけモードと違って、ジョナサン達が悪魔城に来る以前、姉妹が父の消息を追って悪魔城に乗り込む、というストーリーが一応付いている。
他のモードとは異なりドラキュラと戦う事はなく、ブローネルのいる血のアトリエに入った時点でエンディングとなる。
オールドアクスアーマーモード
敵のオールドアクスアーマーを1000体以上倒してクリアする事で解放される別キャラクターモードで、オールドアクスアーマーでプレイできる。リヒターとマリア同様にコマンド入力技があるが、パートナーシステムがない代わりにサブウェポンに入れ替わり人形（『蒼月の十字架』のパペットマスターのソウルと同じ性能）がある。キャラクターボイスはジョナサンの使い回し。
公式サイトのイラストによれば、オールドアクスアーマーの鎧を装備しているのは人間の女性の模様。
難易度ハード
敵の攻撃力・攻撃パターンが強化されている。レベルアップの上限を50、25、1の中から選択できる。
引き継ぎプレイ
クリア済みセーブデータの「CLEAR」を選択すると、アイテムなどを引き継いで所持した状態で最初から始められる。ただし、レベルやゲーム進行に影響を与えるアイテム、能力（主に移動能力を向上させるもの）は引き継がれない。
サウンドモード

## ストーリー
第二次世界大戦中のヨーロッパ、無数の報われない魂の怨念により突如として悪魔城が甦った。それを察知した教会はヴァンパイアハンターのジョナサン・モリスと魔法使いのシャーロット・オーリンを討伐のため派遣した。城を訪れた2人は、やがて城主が魔王ドラキュラではない別のヴァンパイアであることを知る。

## キャラクター
ジョナサン・モリス（Jonathan Morris）
声：櫻井孝宏
本作の主人公の1人。18歳でモリス家の末裔。基本的な戦い方しか教えてくれなかった父を死した後も嫌っている。上キーを押し続けてるとポージングを決める。
シャーロット・オーリン（Charlotte Aulin）
声：かかずゆみ
本作の主人公の1人。16歳でしっかり者だが、作中しばしば子供扱いされる。ジョナサン同様、上キーを押しっぱなしにしてるとポージングを決める。
ヴィンセント・ドリン（Vincent Dorin）
声：徳山靖彦
地方の教会から悪魔城へ派遣されてきた神父。32歳。戦闘力は全く望めずアイテムを売る、いわゆるアイテム屋のポジション。
ウィンド（Wind）
声：福原耕平
死んだヴァンパイアハンターの幽霊。50歳没。城に来た後進のハンターのジョナサンとシャーロットを鍛え、技術や魔法やアイテムを与える。
ステラ（Stella）
声：鈴木麻里子
ブローネルの娘とされている双子のヴァンパイアの姉。21歳。剣術で攻撃する。双子姉妹はどちらもオッドアイで、ステラは右眼が赤くロレッタは左眼が赤い。
ロレッタ（Loretta）
声：鈴木麻里子
ブローネルの娘とされている双子のヴァンパイアの妹。21歳。冷気系魔法で攻撃し、姉と絶妙なコンビネーションを見せる。
ブローネル（Brauner）
声：江川央生
悪魔城の城主。年齢不詳で元は画家だったが、人間に絶望して真祖のヴァンパイアになった。魔力を込めた絵で悪魔城を支配している。
死神（Death）
声：徳山靖彦
城内をさまよう死神。ドラキュラ復活を目論む。
ドラキュラ（Dracula）
声：若本規夫
882歳の悪魔城の真の城主。強大な魔力をもつ魔王。
ジョニー・モリス（Johnny Morris）
1895年生まれ、アメリカ・テキサス州出身。『バンパイアキラー』の主人公の一人。ベルモンド家の分家モリス家の血筋であり、ジョナサンの父親。前作のドラキュラとの戦いが致命傷となり死亡した。ジョナサンにヴァンパイアキラーを託すがその奥義を教えていない。本作では名前のみの登場。
エリック・リカード（Eric Lecarde）
1892年生まれ、スペイン・セゴビア出身。『バンパイアキラー』の主人公の一人。ジョニーとともにドラキュラを倒したハンター。妖槍アルカードスピアを使いこなす。かつてブローネルに挑んだが、殺されてしまう。

## 開発
開発スタッフによると、音楽、効果音は1980年代のコナミゲームサウンドにこだわったサウンドデザインにしたといい、古代祐三も楽曲を提供している。
2005年秋にニンテンドーWi-Fiコネクション対応作品として開発中であることが明らかになり、2006年春にタイトル名など作品概要が北米圏のゲーム情報サイトや雑誌｢NINTENDO POWER｣にて公式発表された。日本国内では、2006年8月11日にゲーム雑誌「ファミ通」にて発表され、10月27日には公式サイトがリニューアルオープンした。

### 主なスタッフ
- プロデューサー: IGA（五十嵐孝司）
- ディレクター: 櫛渕敏
- チーフプログラム: SHUTARO（飯田周太郎）
- チーフデザイン: 山口裕土
- シナリオ: IGA、山口裕土、SHUTARO
- 音楽: 山根ミチル、古代祐三、三浦憲和（DS音源アレンジ）
- キャラクターデザイン: 馬場竜一
- オープニングアニメーションムービー制作: 神風動画、アニマ

## 移植版
| No. | タイトル                       | 発売日            | 対応機種                                                | 開発元 | 発売元 | メディア     | 備考                                            | 出典        |
| --- | ------------------------------ | ----------------- | ------------------------------------------------------- | ------ | ------ | ------------ | ----------------------------------------------- | ----------- |
| 1   | Castlevania Dominus Collection | INT 2024年8月28日 | Nintendo Switch PlayStation 5 Xbox Series X/S PC(Steam) | M2     | KDE    | ダウンロード | 収録ソフトのひとつ 日本版、北米版、欧州版を収録 | [ 4 ] [ 5 ] |

## 関連商品
- 『悪魔城ドラキュラ ギャラリー オブ ラビリンス 公式ガイド コンプリートエディション』
  - コナミデジタルエンタテインメント発行。2006年12月21日発売。ISBN 9784861551543
- 『悪魔城ドラキュラ -ギャラリー オブ ラビリンス- オリジナルサウンドトラック』
  - 2007年3月23日発売。2625円（税込）。コナミスタイル専売。先着特典で石川史の描き下ろしミニポスター付き。ゲーム中で流れるBGM（DS音源用アレンジ曲）37曲に加え、ゲーム中では聴けないその元のオリジナルバージョン（原曲）36曲とボーナストラック1曲を収録した全74曲の2枚組サントラCD。